# Armands Zeiberliņš
Armands Zeiberliņš (nascut el 13 d'agost de 1965) és un exfutbolista i actual entrenador de futbol letó que entrena actualment el club FK Daugava Rīga de la lliga letona de futbol.
Zeiberliņš jugava com a migcampista i va ser internacional amb Letònia en 23 partits, en els quals va marcar 4 goals. El seu darrer club va ser l'FC Volyn Lutsk ucraïnès. Durant la seva carrera també va jugar a Suècia, Rússia, Polònia i Israel. El maig de 2014 Zeiberliņš fou nomenat entrenador del FK Daugava Rīga.

## Palmarès
Letònia
- Copa Bàltica de Futbol (2) 1993, 1995